# Jeruzalem
Jeruzalem (heb. ירושלים jerušalajm; arap. القُدس al-Kuds = "Sveti"; službeni arapski oblik u Izraelu:   أورشليم Ûrshalîm ;  grč. Ίερουσαλήμ ili Ίεροσόλυμα; lat. Hierosolyma, Hierusalem, Aelia Capitolina, armenski: Երուսաղեմ,  Erusaġem) je grad na Bliskom istoku, na području današnjeg Izraela i Palestine. Jeruzalem na starohebrejskome znači posjed dvostruka mira. Stari grad Jeruzalema upisan je na UNESCO-ov popis svjetske baštine u Aziji i Oceaniji 1981. godine.

## Smještaj i stanovništvo
Smjestio se na raskrižju puteva koji vode od Sredozemnog mora i Tel Aviva prema Mrtvom moru i Jerihonu, te od Damaska i Šekema ili Nablusa na sjeveru, prema Hebronu na jugu. Nalazi se na nadmorskoj visini između 650 i 840 metara, na području gdje pustinja prelazi u polupustinju.
U gradu, kojem službeno pripadaju i mnoga okolna židovska naselja, živi 724.000 stanovnika (podaci od 24. svibnja 2006.). Nacionalni, kulturni, socijalni i vjerski sastav stanovništva izrazito je raznolik, a često su pojedine narodnosne, kulturne i vjerske skupine međusobno odijeljene.
Obično se grad dijeli na zapadni, koji je pretežno židovski, i istočni, koji je pretežno arapski. U okviru istočnog Jeruzalema nalazi se i Stari grad, koji je podijeljen u četiri četvrti: muslimansku, židovsku, kršćansku i armensku.

## Povijest
Arheološki nalazi koji upućuju na postojanje naselja na mjestu ovog grada potječu iz 3. tisućljeća pr. Kr. Prvo spominjanje grada u pisanim izvorima je iz 2. tisućljeća pr. Kr.
Kao grad pripadao je narodu Kanaanaca, a od 1600. do 1300. pr. Kr. pao je pod egipatski utjecaj, a kanaanski su vladari plaćali danak faraonu. Prema izvještajima tih vladara, koji su ostali zapisani u egipatskim arhivima, grad su u to doba ugrožavali "Habiru", vjerojatno preci Židova, to jest Hebreja.
Oko 1000. pr. Kr. grad su od naroda Jebusejaca (vjerojatno kanaansko pleme) osvojili Židovi. Prema biblijskom izvještaju, Židove je predvodio kralj David, a Jeruzalem postaje središtem nove države, te se otada širi, a arheloški ostaci postaju sve brojniji. U sljedećem je razdoblju izgrađeh i Hram uz grad, a postupno se šire i zidine. Posebno je veliko proširenje grada bilo u doba kralja Ezekije i Jošije u 8. i 7. st. pr. Kr. 587. pr. Kr. grad pada pod babilonsku vlast, a razorene su i zidine i Hram.
Pod perzijskim kraljem Kirom Velikim, Židovima je 537. pr. Kr. omogućen povratak u Jeruzalem, a potom i obnova grada i Hrama, koji će biti poznat kao Drugi hram. Grad je bio središtem i židovske pobune protiv helenističke vlasti u 2. st. pr. Kr., a potom i sjedište židovskih etnarha i velikih svećenika, sve dok vlast nije preuzeo Herod I. Veliki koji je postao kraljem. On je dodatno utvrdio grad i dogradio Hram.
U 1. stoljeću u Jeruzalemu je razapet Isus, a grad postaje ishodištem kršćanstva.
Nakon Drugog židovskog ustanka pod vodstvom Bar Kokhbe, Rimljani sravnjuju Jeruzalem sa zemljom 79.g. Poslije grade novi grad i mijenjaju mu ime u Aelia Capitolina. Nakon 325. i davanja slobode kršćanima u Rimskom Carstvu, u gradu se podižu brojne crkve, od kojih je najpoznatija bazilika Svetoga groba.
Godine 638. Jeruzalem osvajaju Arapi i njime vladaju do dolaska križara 1099., koji će njime vladati do 1187., kad ga osvajaju muslimani sa Saladinom na čelu. Gradom će vladati Arapi sve do 1517. Tada ga zauzima turski sultan Selim I, koji ponovno gradi veći dio zidina i većinu gradskih vrata koja u i danas vidljiva.
Kroz sve ovo vrijeme mijenjao se i izgled grada. Osobito su za arapske i križarske vlasti nastale današnje ulice Starog grada s tržnicama i trgovinama. Religozna arhitektura je također ostavila traga, kako ona islamska, tako i kršćanska. U tursko vrijeme, osobito u prvih pedesetak gorina, izgrađene su brojne fontane i gradske palače.
Krajem Prvog svjetskog rata grad 1917. pripada Britanskom mandatu u Palestini i otada se sve više doseljavaju Židovi iz Europe, te se grade naselja u zapadnom, novom dijelu grada. Događaji za vrijeme i nakon Drugog svjetskog rata dovest će do neizvjesnog položaja Jeruzalema, a status grada postat će jednim od ključnih pitanja u mirovnim pregovorima.

## Status Jeruzalema
Jeruzalem ima posebno važno mjesto u predaji triju monoteističkih religija: judaizma, kršćanstva i islama, što je kroz povijest izazivalo brojne sukobe.
Na međunarodnim mirovnim konferencijama, poput Bečkog (1814. – 1815.) i osobito Berlinskog kongresa (1878.), o statusu Jeruzalema raspravljalo se kao o "Pitanju svetih mjesta". Slično je bilo i na Versajskoj konferenciji (1919.).
Prema rezoluciji Ujedinjenih naroda kojom je, nakon Drugog svjetskog rata uspostavljena Država Izrael, ovaj je grad morao ostati po međunarodnom upravom.
Izrael je 1950. proglasio Jeruzalem svojim glavnim gradom, što je ušlo u izraelsko zakonodavstvo 1980., te se u zapadnom Jeruzalemu nalazi sjedište predsjednika, predsjednika vlade, Kneset (izraelski parlament), i gotovo sva ministarstva (jedino je ministarstvo obrane ostalo u Tel Avivu).
Rezolucija 478 Vijeća sigurnosti određuje da je izraelska odluka od 1980. ništavna, te poziva sve države da veleposlanstva zadrže u Tel Avivu. Samo su dvije države uspostavile veleposlanstva u Jeruzalemu. Američki predsjednik Donald Trump 6. prosinca 2017. godine priznao je Jeruzalem kao glavni grad Izraela i rekao kako će početi proces preseljenja američkog veleposlanstva u taj grad, unatoč upozorenjima saveznika da bi taj potez mogao izazvati napetosti na Bliskom istoku.
Za Palestinsku Narodnu Samoupravu Jeruzalem je željeni glavni grad, čemu se Izrael protivi.
Današnji je prevladavajući stav međunarodne zajednice da se do rješenja pitanja statusa Jeruzalema ima doći dogovorom Izraela i Palestine.

## Znamenitosti
Jeruzalemski stari grad (hebrejski:  העיר העתיקה‎, HaEer HaAtika, arapski: البلدة القديمة‎, al-Balda al-Kadimah, armenski: Հին Քաղաք, Hin K'aghak) je stari, zidinama utvrđeni, dio Jeruzalema. U njemu se nalazi nekoliko vjerski važnih znamenitosti kao što su: Brdo hrama i Zid plača (koji su sveti židovima), Bazilika Svetoga groba (sveta kršćanima), te Kupola na stijeni i džamija al-Aksa (sveti muslimanima). 
Godine 1980., Jordan je predložio da se Stari grad stavi UNESCO-ov popis mjesta svjetske baštine u Aziji i Oceaniji, što je i učinjeno 1981. godine. Na popis ugroženih mjesta svjetske baštine Stari grad je dospio zbog nekontroliranog urbanog razvoja, općeg propadanja i lošeg održavanja zbog pojačanog turizma i nedostatka održavanja U gradu se nalazi i nacionalni muzej "Muzej Izraela".
- Jeruzalem: Zapadni zid (tzv. Zid plača) i Kupola na stijeni, sveta mjesta židovstva i islama u Jeruzalemu.
- Zapadni Jeruzalem, pogled od Starog grada.
- Bazilika Svetoga groba u Jeruzalemu. Pročelje je iz križarskoga razdoblja.
- Damaščanska vrata u Jeruzalemu (16. st.).
- Zapadni zid - Zid plača

## Promet
Najvažnija cestovna veza Jeruzalema autocesta je prema Tel Avivu, dok u drugim pravcima postoje manje ceste. Posebno je zanimljiva cesta prema Mrtvom moru koja na svom putu kroz Zapadnu obalu prelazi visinsku razliku od 1200 metara, spuštajući se s više od 800 m nadmorske visine do oko 400 m ispod površine Sredozemnog mora. Sjeverno od grada nalazi se nekadašnja mala zračna luka za domaće letove, no zatvoren je 2001. godine. U Jeruzalem se zrakoplovom stiže preko zračne luke „Ben Gurion“ kod Tel Aviva.
Od travnja 2005. nakon sedmogodišnje stanke, između Jeruzalema i Tel Aviva ponovno voze vlakovi Izraelskih željeznica; brdoviti put preko Bet Šemeša obnovljen je u srpnju 1998. Brza veza između Jeruzalema i Tel Aviva nastoji se dovršiti do 2009.
Javna prijevozna sredstva ponajprije su autobusi državne autobusne tvrtke Egged, koja od petka poslijepodne do subote navečer (šabat) obustavlja svoj promet. U gradu su u tijeku radovi oko uvođenja tramvajskog prijevoza.
Jedna od najpoznatijih i najvažnijih gradskih ulica Jafska je ulica koja vodi iz Starog grada u Tel Aviv. Kao trgovačko središte grada više je puta bila poprištem krvavih samoubilačkih atentata.

## Obrazovanje
U najpoznatije školske ustanove grada spada 1918. godine otvoreno Hebrejsko sveučilište u Jeruzalemu, Izraelska akademija (osnovana 1959. godine), Planetarij, Cionistički središnji arhiv, Gulbenkian knjižnica i Židovska nacionalna knjižnica.
U gradu se nalaze razni vjerski instituti za školovanje i znanost. Tu spadaju između ostalih 1890. godine otvorena École Biblique et École Archéologique Française, 1927. godine osnovan Franjevački biblijski institut koji je kasnije prerastao u Fakultet biblijskih znanosti i arheologije, te 1963. godine otvoren Institut za židovsku religiju.

## Osobe

### Sinovi i kćeri grada
- Kralj Salomon, 3. izraelski kralj
- Natalie Portman, američka glumica
- David Gerstein, izraelski umjetnik
- Amira Hass, izraelska novinarka
- Eliahu Inbal, izraelski dirigent
- Jigael Jadin, izraelski arheolog, političar i 2. general izraelske Armije
- Abraham B. Jehoshua, izraelski pisac
- Isaak Luria, kabalist